# SV Mehring
Der SV Mehring 1921 e. V. ist ein Fußballverein aus dem rheinland-pfälzischen Mehring an der Mosel. Die Vereinsfarben sind Blau und Weiß.

## Senioren
Durch einen 1:0-Sieg gegen die Sportfreunde Eisbachtal in einem wegen Punktgleichheit notwendig gewordenen Entscheidungsspiel um die Meisterschaft in der Rheinlandliga stiegen die Mehringer zur Saison 2012/13 erstmals in die fünftklassige Oberliga Rheinland-Pfalz/Saar auf. Dort konnte man in der Saison 2012/13 als Tabellendreizehnter die Klasse halten. 2014 stieg man jedoch erneut in die Rheinlandliga ab. Ein Jahr später gelang den Mehringern der direkte Wiederaufstieg in die Oberliga, nachdem man sich als Vizemeister der Rheinlandliga in einer Relegationsrunde gegen die beiden anderen Vizemeister der Verbandsligen aus dem Regionalverband Südwest durchsetzen konnte. Nach einem Jahr in der Oberliga erfolgte 2016 der erneute Abstieg in die sechstklassige Rheinlandliga. In der Saison 2018/19 erreichte der Verein das Halbfinale des Rheinlandpokals, wo man beim späteren Sieger FSV Salmrohr mit 0:2 unterlag. Drei Jahre später stieg der Verein dann als Tabellenletzter wieder aus der Rheinlandliga ab. Anschließend zog der Verein dann freiwillig zurück in die neuntklassige Kreisliga B Mosel/Hochwald, um dort einen Neustart zu vollziehen.

## Jugend
Die A-Jugend des Vereins nahm 1976/77 als Vertreter des Fußballverbandes Rheinland an der deutschen Meisterschaft teil: Im Achtelfinale konnte man im Hinspiel gegen den FC St. Pauli ein 1:1-Unentschieden erreichen; durch eine 1:4-Niederlage im Rückspiel schied man jedoch aus.

## Saisonbilanzen seit 2000
| Saison  | Liga                          | Platzierung | Bester Torschütze                        | Rheinlandpokal |
| ------- | ----------------------------- | ----------- | ---------------------------------------- | -------------- |
| 2000/01 | Landesliga Süd                |             |                                          |                |
| 2001/02 | Landesliga Süd                |             |                                          |                |
| 2002/03 | Bezirksliga West              | 09.         |                                          |                |
| 2003/04 | Kreisliga A Trier-Saarburg    | 01.         |                                          |                |
| 2004/05 | Bezirksliga West              | 02.         |                                          | 2. Runde       |
| 2005/06 | Bezirksliga West              | 03.         |                                          | 3. Runde       |
| 2006/07 | Bezirksliga West              | 02.         |                                          | 2. Runde       |
| 2007/08 | Bezirksliga West              | 01.         |                                          | 3. Runde       |
| 2008/09 | Rheinlandliga                 | 08.         | Markus Kuhnen (14)                       | Achtelfinale   |
| 2009/10 | Rheinlandliga                 | 07.         | Stefan Wagner (17)                       | 4. Runde       |
| 2010/11 | Rheinlandliga                 | 02.         | Stefan Wagner (27)                       | Achtelfinale   |
| 2011/12 | Rheinlandliga                 | 01.         | Michael Fleck (22)                       | 4. Runde       |
| 2012/13 | Oberliga Rheinland-Pfalz/Saar | 13.         | Ahmed Boussi (9)                         | 3. Runde       |
| 2013/14 | Oberliga Rheinland-Pfalz/Saar | 16.         | Sebastian Ting (8)                       | Achtelfinale   |
| 2014/15 | Rheinlandliga                 | 02.         | Marc Willems (20)                        | 2. Runde       |
| 2015/16 | Oberliga Rheinland-Pfalz/Saar | 17.         | Jan Brandscheid (8)                      | Viertelfinale  |
| 2016/17 | Rheinlandliga                 | 03.         | Jan Brandscheid (31)                     | Achtelfinale   |
| 2017/18 | Rheinlandliga                 | 09.         | Burak Sözen (15)                         | Achtelfinale   |
| 2018/19 | Rheinlandliga                 | 05.         | Nico Neumann, Sebastian Schmitt (je 11)  | Halbfinale     |
| 2019/20 | Rheinlandliga                 | (15.)       | Lukas Jakobi, Jonas von dem Broch (je 4) | 2. Runde       |
| 2020/21 | Rheinlandliga                 | (08.)       | Nico Neumann (6)                         | 1. Runde       |
| 2020/21 | Rheinlandliga                 | 17.         | Soumah Alkaly Morlaye (8)                | Achtelfinale   |
| 2022/23 | Kreisliga B Mosel/Hochwald    | 04.         | Simon Monzel (16)                        |                |
| 2023/24 | Kreisliga B14                 | 01.         | Simon Monzel (25)                        | 1. Runde       |
| 2024/25 | Kreisliga A9                  | 02.         | Simon Monzel (24)                        | 1. Runde       |
| 2025/26 | Bezirksliga West Rheinland    |             |                                          |                |

Die Saison 2019/20 wurde nach 22 Spieltagen und die Saison 2020/21 nach 9 Spieltagen abgebrochen.
Anmerkung: Grün unterlegte Spielzeiten kennzeichnen einen Aufstieg, rot unterlegte Spielzeiten einen Abstieg.

## Bekannte Spieler und Trainer
- Michael Fleck
- Harald Kohr
- Alfred Schömann
- Matthias Schömann
- Dino Toppmöller
- Rudi Thömmes
- Dimo Wache
- Niki Wagner